# Chill & Chili
Chill & Chili ist ein Kartenspiel für zwei bis fünf Personen von Lenny Herbert, das 2017 bei Schmidt Spiele erschien. In dem Spiel geht es ähnlich wie bei dem Spiel Bohnanza um den Anbau von Gemüsen, die auf einem Bauernhof angepflanzt und bewässert werden müssen.

## Thema und Ausstattung
Bei dem Spiel versuchen die Spieler, möglichst viele Punkte durch den Anbau von Gemüsen auf den Feldern eines Bauernhofs zu bekommen. Sie können den Gewinn durch den Einsatz von Zubehör und Bewässerungen optimieren.
Das Spielmaterial besteht aus:
- einem Teichtableau mit Teichmulde in der Spieleschachtel,
- 90 Gemüsekarten mit sechs unterschiedlich häufig vorkommenden Gemüsen (Mais, Karotten, Tomaten, Blumenkohl, Kürbis und Chili),
- 20 Zubehörkarten (je fünf Gießkannen, Schubkarren, Vogelscheuchen und Dünger),
- 120 doppelseitig bedruckte Wasser- und Münzchips,
- einem Markttableau mit einem Preisstreifen und
- einem Brunnen.

## Spielweise
Zu Beginn des Spiels wird die Anbaufläche bestehend aus dem Teichtableau mit Teichmulde, dem Markttableau, dem Preisstreifen und dem Brunnen aufgebaut. Pro Spieler werden 20 Wasserchips auf das Teichtableau platziert und jeder Spieler bekommt vier der Chips als Münzchips. Die Gemüsekarten werden gemischt und als verdeckter Stapel bereitgelegt, jeder Spieler bekommt von dem Stapel fünf Karten und beiderseits des Preisstreifens werden je vier Karten offen ausgelegt. Die Zubehörkarten werden sortiert und offen als Stapel hinter dem Brunnen abgelegt.
Beginnend mit einem Startspieler kommen die Mitspieler nun nacheinander an die Reihe. Sie werfen jeweils einen Wasserchip in den Teich und können dann entweder eine Karte kaufen, ein Gemüse anbauen oder Zubehör anlegen oder Wasserchips aus dem Teich nehmen, um ihre Pflanzen zu bewässern.
Entscheidet sich der Spieler dazu, eine Karte zu kaufen, kann er entweder ein Gemüse aus der Marktauslage oder ein Zubehörteil kaufen. Wenn er ein Zubehörteil kaufen möchte, bezahlt er den geforderten Betrag und legt Münzen in den Brunnen. Möchte er ein Gemüse kaufen, kann er entweder die oberste verdeckte Karte umsonst nehmen oder eine der Karten in der Marktauslage für die auf der Preisleiste geforderte Anzahl Münzen kaufen (1 bis 4). Wird eine Karte aus der Auslage genommen, wird die Lücke durch die teureren Karten durch Aufrücken geschlossen. Der Spieler hat ein Handkartenlimit von sieben Karten und muss überzählige Karten auf einen Ablagestapel legen, wenn der Nachziehstapel leer ist, wird der Kompoststapel gemischt und bildet den neuen Nachzugstapel.
Alternativ darf der Spieler je Runde ein Beet mit jeweils einer Gemüsesorte anlegen. Dabei muss er bei jedem Gemüse eine genaue Anzahl von Gemüsekarten gleichzeitig auslegen (bei Mais, Karotten und Tomaten je zwei, bei Blumenkohl und Chili drei und bei Kürbis beliebig viele Karten, die dann entsprechend höher gewertet werden). Die Karten auf den Beeten werden so ausgelegt, dass alle abgebildeten Sonnen, zugleich aber nur der Siegpunktewert der obersten Karte sichtbar sind. Bei keinem Beet dürfen in späteren Runden weitere Karten angelegt werde. Entscheidet sich der Spieler dafür, statt Gemüsekarten eine Zubehörkarte abzulegen, kann er dies tun. Diese Karten werden vor dem Spieler ausgelegt und bringen ihm bis zum Spielrundenende die entsprechend angegebenen Vorteile:
- Dünger: Kosten: 3; Immer wenn ein Beet mit Gemüse angelegt wird, darf der Spieler eine kostenlose Gemüsekarte nachziehen.
- Schubkarre: Kosten: 2; Immer wenn ein Beet mit Gemüse angelegt wird, darf der Spieler zwei Chips aus dem Brunnen nehmen und sie entweder als Wasser oder Geld einsetzen.
- Gießkanne: Kosten: 1; Immer wenn ein Spieler Chips aus dem Teich nimmt, darf er zusätzlich zwei Chips aus dem Brunnen nehmen und sie entweder als Wasser oder Geld einsetzen.
- Vogelscheuche: Kosten: 2; Der Spieler darf immer am Beginn seines Zuges eine Karte vom Nachziehstapel nehmen und eine beliebige Handkarte auf den Kompost ablegen.

Möchte ein Spieler weder Karten kaufen noch Karten auslegen, kann er die Hälfte (aufgerundet) der Chips aus der Teichmulde nehmen. Dabei muss er sich entscheiden, ob er alle Chips als Geldmünzen oder als Wasserchips nehmen möchte. Geldmünzen legt der Spieler zu seinem Vorrat. Wasserchips müssen sofort zur Bewässerung der Beete genutzt werden. Mit ihnen werden die auf den Beetkarten abgebildeten Sonnen abgedeckt, wobei immer ein Wasserchip ein Sonnensymbol verdeckt. Sind alle Sonnensymbole eines Feldes abgedeckt, ist dies vollständig bewässert.
Das Spiel endet, wenn der letzte Chip vom Teichtableau in den Teich geschoben wurde. Der entsprechende Spieler spielt seinen Zug zu Ende, danach erfolgt die Schlusswertung. Die Spieler bekommen
- für jedes angelegte und nicht vollständig bewässerte Beet die auf der obersten Karte angegebene Punktzahl,
- für jedes vollständig bewässerte Beet die doppelte Anzahl der auf der obersten Karte angegebenen Punkte,
- für jede nicht eingesetzte Handkarte einen Punkt und
- für je drei Münzchips einen Punkt.

Gewinner ist der Spieler mit der höchsten Punktzahl nach der Schlusswertung. Bei einem Gleichstand gewinnt der Spieler mit den meisten angelegten Beeten.

## Entwicklung und Rezeption
Das Spiel Chill & Chili wurde von dem deutschen Spieleautor Lenny Herbert entwickelt und erschien 2017 zu den Internationalen Spieltagen in Essen bei dem Spieleverlag Schmidt Spiele als deutsche Version. Die Illustrationen übernahm die Berliner Grafikerin Anne Pätzke.

## Belege
1. 1 2 3 4 5 6 7 8  Spielanleitung Chill & Chili (Seite nicht mehr abrufbar, festgestellt im Dezember 2023. Suche in Webarchiven)  Info: Der Link wurde automatisch als defekt markiert. Bitte prüfe den Link gemäß Anleitung und entferne dann diesen Hinweis. bei Schmidt Spiele
2. ↑  Versionen von Chill & Chili in der Spieledatenbank BoardGameGeek (englisch); abgerufen am 26. Dezember 2017.